# Semihydrofil
Semihydrofil – organizm, który rozwija się w środowisku wodnym, a później przenosi do innych siedlisk. Przykładem są larwy bąkowatych, które początkowo rozwijają się w wodzie, a w późniejszych stadiach w glebie lub przybrzeżnej strefie zbiornika wodnego (większość bąkowatych żyjących w Polsce).